# Groupe d'armées expéditionnaire japonais du Sud
Pour les articles homonymes, voir Armée du Sud (homonymie).
Le groupe d'armées expéditionnaire japonais du Sud (南方軍, Nanpō gun) est une partie de l'armée impériale japonaise responsable de toutes les opérations en Asie du Sud-Est et dans le Pacifique Sud-Ouest durant la Seconde Guerre mondiale. Son symbole militaire est NA.
Le groupe d'armées expéditionnaire du Sud est formé le 6 novembre 1941, sous le commandement du maréchal Hisaichi Terauchi, avec l'ordre d'attaquer et d'occuper les territoires et colonies alliés en Asie du Sud-Est et dans le Pacifique Sud.

## Histoire

### Philippines
Les plans d'une invasion des Philippines sont finalisés les 13-15 novembre par les généraux Masaharu Honma et Hideyoshi Obata, et les vice-amiraux Ibō Takahashi et Nishizō Tsukahara.
Ces plans prévoient des attaques aériennes contre les Philippines par la 5e division aérienne et la 11e flotte aéronavale. À ce moment, des unités de l'armée impériale japonaise et de la marine impériale japonaise sont débarquées sur les îles de Batan, Luçon (à Aparri, Vigan, et Legazpi), et à Davao, et pour s'emparer des terrains d'aviations. Après l'élimination du soutien aérien américain, le corps principal de la 14e armée régionale débarque dans le golfe de Lingayen, et une autre force dans la baie de Lamon. Ces troupes attaquent ensuite Manille dans un mouvement en tenaille. Ensuite, les îles de la baie de Manille sont capturées. Lors de la bataille des Philippines, les forces japonaises atteignent leurs objectifs initiaux.

### Indochine française
Le 22 juillet 1941, les forces japonaises envahissent l'Indochine française de la France du régime de Vichy et occupent ses bases navales et aériennes.

### Indes orientales néerlandaises
Le 18 janvier 1942, le commandant de la 16e armée, le lieutenant-général Hitoshi Imamura, arrive à Takao sur Taïwan depuis sa base de Saigon. Il reçoit l'ordre de hâter la préparation de l'invasion de l'île de Java. Mais en raison du manque de navires, il doit adapter ses plans. Le 21 janvier, il arrive à Manille pour inspecter la 48e division et tenir des discussions avec le commandant de la 3e flotte. Les Indes orientales néerlandaises sont envahies par une attaque sur trois fronts avec 3 groupes : ouest, centre, et est.

#### Groupe d'invasion de l'ouest
La 2e division de la 16e armée, formée à Taïwan, reçoit l'ordre le 25 janvier d'avancer vers la baie de Cam Ranh et devient la force principale du groupe d'invasion de l'ouest. Dans la baie de Cam Ranh, les troupes sont entraînées à la guerre dans la jungle. Le 30 janvier, l'ordre d'attaque est reçu. Le groupe de l'ouest est transporté par 56 navires de transports et part pour Java le 18 février. À minuit le 28 février, les navires arrivent à Merak et dans la baie de Banten sur Java.
Après la capture de Hong Kong, les 228e, 229e, et 230e régiments d'infanterie de la 38e division sont également déployés séparément dans les Indes orientales néerlandaises. Le 13 février, les 229e et 230e attaquent Palembang pendant l'invasion de Sumatra avant de rejoindre la force principale. Le 28 février à minuit, le 230e régiment d'infanterie débarque à Eretan Wetan sur Java.

#### Groupe d'invasion du centre
Le groupe central, composé de la 48e division, part pour Java le 8 février 1942 depuis le golfe de Lingayen aux Philippines. Le 25 février, le convoi arrive à Balikpapan et le détachement Sakaguchi (le 56e régiment) rejoint la force. Ils débarquent à Kragan sur Java à minuit le 28 février.
Le matin du 11 janvier, le détachement Sakaguchi et la 2e force navale spéciale occupent Tarakan. Ils sécurisent le port le 23 janvier. Le 10 février, Banjarmasin, la capitale de la Bornéo néerlandaise est occupée.

#### Groupe d'invasion de l'est
Le groupe d'invasion de l'est comprend la force navale combinée de Sasebo et la 1re force navale de Yokosuka. Elles quittent Davao le 9 janvier et arrivent et occupent Manado le 11 janvier. La force de Sasebo attaque et occupe ensuite Kendari le 23 janvier. Makassar est capturée le 9 février par la force de Sasebo. Toutes ces villes sont situées sur l'île de Célèbes.
La 1re force navale de Kure, le 228e régiment d'infanterie de la 38e armée et la 2e division aérienne, débarquent sur l'île d'Ambon le 30 janvier.

## Commandants

### Officiers
|   | Nom                        | De              | À            |
| - | -------------------------- | --------------- | ------------ |
| 1 | Maréchal Hisaichi Terauchi | 6 novembre 1941 | 31 août 1945 |

### Chef d'état-major
|   | Nom                                 | De               | À                |
| - | ----------------------------------- | ---------------- | ---------------- |
| 1 | Lieutenant-général Osamu Tsukada    | 6 novembre 1941  | 1er juillet 1942 |
| 2 | Lieutenant-général Shigenori Kuroda | 1er juillet 1942 | 19 mai 1943      |
| 3 | Lieutenant-général Shimizu Kinori   | 19 mai 1943      | 22 mars 1944     |
| 4 | Lieutenant-général Jō Iimura        | 22 mars 1944     | 26 décembre 1944 |
| 5 | Lieutenant-général Numata Takazo    | 26 décembre 1944 | septembre 1945   |